# Baltazar Lutomirski
Baltazar Lutomirski (Lutomierski) herbu Jastrzębiec (zm. w 1586/1587 roku) – starosta sieradzki w latach 1569–1586, podkomorzy sieradzki w latach 1562–1566, dworzanin królewski, sekretarz królewski w 1566 roku, starosta leżajski w 1566 roku.
Studiował w Bazylei w 1558 roku. Poseł województwa sieradzkiego na sejm konwokacyjny 1573 roku, sejm 1578 roku.
W 1575 roku podpisał elekcję Maksymiliana II Habsburga.
Był członkiem Kościoła braci czeskich.